# إلوي تيرويل
إلوي تيرويل (بالإسبانية: Eloy Teruel) مواليد 20 نوفمبر 1982، هو دراج إسباني في صنف سباق الدراجات على الطريق. شارك في دورة الألعاب الأولمبية الصيفية.

## روابط خارجية
- إلوي تيرويل على موقع الاتحاد الدولي للدراجات (الإنجليزية)
- إلوي تيرويل على موقع أرشيف الدراجات (الإنجليزية)
- إلوي تيرويل على موقع إحصائيات الدراجات الإحترافية (الإنجليزية)
- إلوي تيرويل على موقع نسبة الدراجات (الإنجليزية)
- إلوي تيرويل على موقع اللجنة الأولمبية الدولية (الإنجليزية)
- إلوي تيرويل على موقع أوليمبيديا (الإنجليزية)